# Jindra Kopecká
Jindřiška „Kaja” Těsnohlídková rozená Kopecká (7. září 1880 Vilantice – 24. července 1905 Vestnes) byla česká spisovatelka a překladatelka. Byla první manželkou spisovatele Rudolfa Těsnohlídka. Zemřela za tragických okolností během svatební cesty v Norsku. Její smrt výrazně ovlivnila život a dílo Rudolfa Těsnohlídka.

## Život
Narodila se v roce 1880 ve Vilanticích u Jaroměře jako Jindřiška Kopecká. Její rodina byla na venkovské poměry poměrně zámožná, její otec byl sedlák. Matka zemřela ve věku 27 let na tuberkulózu, když byly Jindře 4 roky. Měla ještě o tři roky starší sestru Zdeňku. O obě dívky se starali prarodiče a poté, co se její otec znovu oženil (přiženil se do mlýna), i nevlastní matka, s níž měla dobré vztahy.
Její zájem o studium podnítilo setkání s učitelkou na návštěvě u své vdané sestry. Jindra si zřejmě uvědomila, že se její život může odvíjet jinak, než bylo na venkově obvykle zvykem. Ve věku 21 let, nastoupila na gymnázium Minerva v Praze, kde některým kantorům nebylo příliš po chuti, že je mezi žačkami „dívka na vdávání”. Během studia se Jindra setkala se svým budoucím manželem, spisovatelem Rudolfem Těsnohlídkem. Ten jí doporučil, aby jako hospitantka navštěvovala přednášky na Filozofické fakultě Karlovy univerzity. Poznali se u manželů Kroupových, kde Jindra bydlela v podnájmu, a kde bydlely i dvě sestry Těsnohlídkova tragicky zesnulého přítele, které chodil navštěvovat. Oba v sobě našli zalíbení. Spojoval je zájem o literaturu a dokonce společně i psali. Těsnohlídek jí říkal Kaja.
Vzali se v roce 1905. Poté společně odjeli na svatební cestu do Norska, kde navštívili mnoho měst. Jindra si sebou vzala dámský revolver, který nosila na řetízku, a který se jí stal osudným. Dne 24. července 1905, když byli ubytovaní v hotelu ve městě Vestnes, vyšla z revolveru rána, která ukončila její život. Nikdy nebylo vyjasněno, zda šlo o nešťastnou náhodu nebo o sebevraždu. Pitva ukázala, že Jindra byla nemocná – trpěla tuberkulózou v posledním stádiu. Těsnohlídek vždy obhajoval verzi nešťastné náhody (která byla i společensky přijatelnější) a policejní vyšetřování neshledalo cizí zavinění.
Jindra Těsnohlídková byla pohřbena ve Vestnes v Norsku.
Rudolf Těsnohlídek byl smrtí své manželky poznamenán po zbytek života a její smrt se promítla i do jeho díla. Své zesnulé manželce věnoval básnickou sbírku Den. Další odkazy lze najít v souboru próz Dva mezi ostatními. Přestože se znovu oženil, později ve svých 45 letech spáchal sebevraždu.

## Dílo
Psala pod pseudonymem Nikésonté (v překladu: Dva, kteří vítězí). Dodnes není jasné, zda patří Jindře samotné, nebo zda pod ním psali společně s Těsnohlídkem. Překládala ze švédštiny a je spoluautorkou divadelní hry.